# معادله دیفرانسیل معمولی
در ریاضیات، معادلهٔ دیفرانسیل معمولی به معادله‌ای گفته می‌شود که در آن تابعی از تنها یک متغیر مستقل و مشتقات آن تابع نقش داشته باشند. عبارت «معمولی» در مقابل «معادلات دیفرانسیل با مشتقات جزئی» به کار می‌رود. در معادلات دیفرانسیل مشتقات جزئی دو یا چند متغیر وجود دارد.

معادلات دیفرانسیل معمولی به دو دستهٔ خطی و غیرخطی تقسیم می‌شوند. جواب‌های یک معادلهٔ دیفرانسیل معمولی خطی را می‌توان با عدد ثابتی جمع یا در عدد ثابتی ضرب کرد. این دسته از معادلات به طور کامل و دقیق شناخته و بررسی شده‌اند و جواب‌های بستهٔ تحلیلی برایشان وجود دارد. در مقابل معادلات دیفرانسیل معمولی غیرخطی وجود قرار می‌گیرد که خاصیت جمع‌پذیری برای جواب‌هایشان صادق نیست. حل این معادلات در حالت کلی پیچیده‌تر است و به ندرت می‌توان برایشان جوابی بسته بر اساس توابع مقدماتی ریاضی یافت. در عوض برای چنین معادلاتی، می‌توان جواب‌هایی به صورت سری‌ یا به فرم انتگرالی پیدا کرد. علاوه بر این، می‌توان به کمک روش‌های عددی با گرافیکی، که دستی یا رایانه‌ای قابل پیاده‌سازی‌اند، جواب معادلات دیفرانسیل غیرخطی را تخمین زد. این روش‌های تخمینی می‌توانند در غیاب جواب‌های تحلیلی و بسته، اطلاعات مفیدی در اختیار بگذارند.
معادلات دیفرانسیل در علوم پایه نظیر ریاضی، فیزیک، شیمی، زیست شناسی و ستاره شناسی و همچنین علوم مهندسی نظیر مکانیک، برق، مواد و مهندسی شیمی کاربردی گسترده و حضوری چشمگیر دارند. معادله دیفرانسیل یک دسته از معادلات ریاضی است که بیانگر رابطه بین یک تابع مجهول از یک یا چند متغیر مستقل و مشتق های مرتبه های مختلف آن نسبت به متغیرهای مستقل است. بسیاری از قوانین عمومی طبیعت(در فیزیک، شیمی، زیست شناسی و ستاره شناسی) طبیعی ترین بیان ریاضی خود را در زبان معادلات دیفرانسیل می یابند.
با توجه به اینکه اغلب معادلات دیفرانسیل که به واقعیت پدیده ها نزدیک هستند، دارای ترم های غیرخطی و پیچیده می باشند و یافتن جواب تحلیلی برای آنها امری دشوار یا غیرممکن است. عدم وجود پاسخ تحلیلی برای این گونه معادلات پیچیده و غیرخطی، منجر به ایجاد و گسترش روش های حل عددی شده است. مهمترین پارامترهای ارزیابی روش های حل عددی، سرعت، دقت و صحت حل معادله است. با توجه به ارتقاء چشمگیر سرعت و ظرفیت پردازش اطلاعات در پردازنده ها و کامپیوترها در اواخر قرن نوزدهم، روشهای حل عددی نیز گسترده تر شدند و همچنان نیز این ارتقاء و گستردگی ادامه دارد.

## پیش‌زمینه
رد پای معادلات دیفرانسیل معمولی را در زمینه‌های مختلف علوم ریاضی، تجربی یا اجتماعی می‌توان یافت، زیرا این معادلات تغییرات را به زبان ریاضی بازگو می‌کنند. از آن‌جا که در این معادلات توابع، مشتقات و دیفرانسیل‌ها به یک‌دیگر پیوند می‌خوردند، از آن‌ها می‌توان برای بیان پدیده‌های دینامیکی و تغییر و تحول بهره گرفت.

از شاخه‌هایی از علوم که معادلات دیفرانسیل معمولی در آن‌ها کارکردی اساسی دارند، به عنوان نمونه می‌توان به این موارد اشاره کرد: برخی حوزه‌های ریاضی هم‌چون هندسه، علوم مهندسی هم‌چون مکانیک تحلیلی و مهندسی برق (تحلیل رفتار مدارهای الکتریکی)، زمین‌شناسی (پیش‌بینی آب و هوا)، شیمی (تحلیل زنجیره‌های واکنش هسته‌ای)، زیست‌شناسی (گسترش بیماری‌های عفونی، تغییرات ژنتیکی)، بوم‌شناسی و مدل‌سازی جمعیت و اقتصاد (تغییرات سود و قیمت سهام)

بسیاری از ریاضیدانان برجستهٔ تاریخ در حل و بحث معادلات دیفرانسیل معمولی نقش داشته‌اند، از جمله: نیوتن، لایب‌نیتس، خاندان برنولی، ریکاتی، الکسی کلرو، دالامبر و لئونارد اویلر.

به عنوان یک نمونهٔ ساده از این معادلات، می‌توان به قانون دوم نیوتن در حرکت اشاره کرد که در آن رابطهٔ جابه‌جایی(x) و زمان(t) یک شیء تحت اثر نیروی F به معادلهٔ دیفرانسیل زیر منجر می‌شود:
{\displaystyle m{\frac {\mathrm {d} ^{2}x(t)}{\mathrm {d} t^{2}}}=F(x(t)),\,}
در حالت کلی، F به مکان ذره ‎(x(t))‎ در زمان t وابسته است، در نتیجه تابع ناشناختهٔ ‎ x(t)‎ در هر دو طرف معادله دیده می‌شود.

## تعاریف
در این بخش فرض می‌کنیم که y متغیر وابسته و x متغیر مستقل است. در نتیجه ‎y=y(x)‎ تابعی ناشناخته از x است. نمادهای مختلفی برای مشتق‌گیری به کار می‌رود که بستگی به انتخاب نویسنده و نوع کاربرد آن دارد. در این نوشتار از نمادگذاری لایب‌نیتس (‎dy/dx،d2y/dx2،...dny/dxn‎) در نمایش دیفرانسیل‌ها و انتگرال‌گیری و از نمادگذاری نیوتن و لاگرانژ(‎y′،y′′، ... y(n)‎) برای نمایش فشردهٔ مشتق‌گیری استفاده می‌شود.

### تعریف عمومی معادلهٔ دیفرانسیل معمولی
فرض کنید F تابعی معین از x، y و مشتقات y باشد. در این صورت معادله‌ای به فرم زیر:
{\displaystyle F\left(x,y,y',\cdots y^{(n-1)}\right)=y^{(n)}}
یک معادلهٔ دیفرانسیل معمولی صریح از مرتبهٔ n نامیده می‌شود.

در حالت کلی‌تر، فرم ضمنی معادلهٔ دیفرانسیل معمولی از مرتبهٔ n به شکل زیر در می‌آید:
{\displaystyle F\left(x,y,y',y'',\ \cdots ,\ y^{(n)}\right)=0}

دسته‌بندی‌های زیر برای معادلات دیفرانسیل معمولی وجود دارد:

خودگردان یا مستقل:(به انگلیسی: Autonomous)
معادلهٔ دیفرانسیلی که به x وابسته نداشته باشد، خودگردان نامیده می‌شود.

خطی:
یک معادلهٔ دیفرانسیل خطی نامیده می‌شود اگر بتوان F را به صورت یک ترکیب خطی از مشتقات y نوشت:
{\displaystyle y^{(n)}=\sum _{i=0}^{n-1}a_{i}(x)y^{(i)}+r(x)}
که در آن ‎ai(x)‎ و ‎r(x)‎ توابعی پیوسته از x هستند. معادلات غیرخطی را نمی‌توان به این فرم نوشت.

تابع ‎r(x)‎ تابع ورودی نامیده می‌شود که دو دسته‌بندی مهم را برای این دسته از معادلات شکل می‌دهد:

همگن: اگر ‎r(x)=0‎ باشد، معادله را همگن می‌نامند. برای چنین معادله‌ای y=0 یک جواب بدیهی به شمار می‌آید. جواب یک معادلهٔ خطی همگن، تابع مکمل نامیده می‌شود که با yc نمایش داده می‌شود.

ناهمگن: ‎r(x) ≠ 0 ‎ معادله را ناهمگن می‌نامند. چنین معادله‌ای علاوه بر پاسخ عمومی، یک پاسخ خصوصی هم دارد که با yp بیان می‌شود. در حالت کلی جواب یک معادلهٔ دیفرانسیل معمولی را می‌توان به فرم y = yc + yp نوشت.

## خلاصه‌ای از روش‌های حل برخی از معادلات
برخی از معادلات دیفرانسیل جواب‌های بسته و دقیق دارند. چند دسته از این معادلات در این بخش معرفی می‌شوند. در جدول زیر P، Q، M و N توابعی انتگرال‌پذیر از x و y هستند. b و c ثوابتی معلوم و حقیقی و C1، C2 و ... ثوابتی اختیاری و در حالت کلی مختلط هستند.

در راه‌حل‌های انتگرالی λ و ε متغیرهای اختیاری انتگرال‌گیری هستند و عبارت xF(λ)dλ∫ به معنای انتگرال‌گیری از تابع ‎F(λ)‎ نسبت به متغیر λ است و پس از انتگرال‌گیری می‌توان به جای λ، از متغیر x استفاده کرد.

| معادلهٔ دیفرانسیل | روش حل | پاسخ کلی |
| معادلات قابل تفکیک | معادلات قابل تفکیک | معادلات قابل تفکیک |
| --- | --- | --- |
| مرتبهٔ اول (جداپذیر نسبت به x و y) {\displaystyle P_{1}(x)Q_{1}(y)+P_{2}(x)Q_{2}(y)\,{\frac {dy}{dx}}=0\,\!} {\displaystyle P_{1}(x)Q_{1}(y)\,dx+P_{2}(x)Q_{2}(y)\,dy=0\,\!}                                                  | جداسازی متغیرها(تقسیم کردن طرفین بر P2Q1). | {\displaystyle \int ^{x}{\frac {P_{1}(\lambda )}{P_{2}(\lambda )}}\,d\lambda +\int ^{y}{\frac {Q_{2}(\lambda )}{Q_{1}(\lambda )}}\,d\lambda =C\,\!} |
| مرتبهٔ اول، جداپذیر نسبت به x {\displaystyle {\frac {dy}{dx}}=F(x)\,\!} {\displaystyle dy=F(x)\,dx\,\!} | انتگرال‌گیری مستقیم | {\displaystyle y=\int ^{x}F(\lambda )\,d\lambda +C\,\!} |
| مرتبه اول، خودگردان و جداپذیر نسبت به y {\displaystyle {\frac {dy}{dx}}=F(y)\,\!} {\displaystyle dy=F(y)\,dx\,\!} | جداسازی متغیرها ( تقسیم کردن بر F) | {\displaystyle x=\int ^{y}{\frac {d\lambda }{F(\lambda )}}+C\,\!} |
| مرتبه اول، جداپذیر نسبت به x و y {\displaystyle P(y){\frac {dy}{dx}}+Q(x)=0\,\!} {\displaystyle P(y)\,dy+Q(x)\,dx=0\,\!} | انتگرال‌گیری سراسری | {\displaystyle \int ^{y}P(\lambda )\,{d\lambda }+\int ^{x}Q(\lambda )\,d\lambda =C\,\!} |
| معادلات مرتبهٔ اول عمومی | | |
| مرتبه اول، همگن {\displaystyle {\frac {dy}{dx}}=F\left({\frac {y}{x}}\right)\,\!} | قرار دادن y = uxو سپس حل کردن با جداسازی متغیرها نسبت به u و x | {\displaystyle \ln(Cx)=\int ^{y/x}{\frac {d\lambda }{F(\lambda )-\lambda }}\,\!} |
| مرتبهٔ اول، قابل جداسازی {\displaystyle yM(xy)+xN(xy)\,{\frac {dy}{dx}}=0\,\!} {\displaystyle yM(xy)\,dx+xN(xy)\,dy=0\,\!} | جداسازی متغیرها (تقسیم کردن بر xy) | {\displaystyle \ln(Cx)=\int ^{xy}{\frac {N(\lambda )\,d\lambda }{\lambda [N(\lambda )-M(\lambda )]}}\,\!} اگر N = M، آن‌گاه پاسخ برابر با xy = C است. |
| معادلهٔ کامل، مرتبهٔ اول {\displaystyle M(x,y){\frac {dy}{dx}}+N(x,y)=0\,\!} {\displaystyle M(x,y)\,dy+N(x,y)\,dx=0\,\!} که در آن {\displaystyle {\frac {\partial M}{\partial x}}={\frac {\partial N}{\partial y}}\,\!}        | انتگرال‌گیری سراسری | {\displaystyle {\begin{aligned}F(x,y)&=\int ^{y}M(x,\lambda )\,d\lambda +\int ^{x}N(\lambda ,y)\,d\lambda \\&+Y(y)+X(x)=C\end{aligned}}\,\!} که در آن ‎Y(y)‎ و ‎X(x)‎ توابعی از انتگرال‌ها هستند (نه مقادیر ثابت) که به گونه‌ای تعیین می‌شوند تا تابع نهایی ‎n F(x, y)‎ معادلهٔ اولیه را ارضا کند. |
| معادلهٔ غیرکامل، مرتبهٔ اول {\displaystyle M(x,y){\frac {dy}{dx}}+N(x,y)=0\,\!} {\displaystyle M(x,y)\,dy+N(x,y)\,dx=0\,\!} که در آن {\displaystyle {\frac {\partial M}{\partial x}}\neq {\frac {\partial N}{\partial y}}\,\!} | عامل انتگرال‌گیری ‎μ(x, y)‎ که رابطهٔ زیر را برآورده کند: {\displaystyle {\frac {\partial (\mu M)}{\partial x}}={\frac {\partial (\mu N)}{\partial y}}\,\!}                                                                             | اگر ‎μ(x, y)‎ پیدا شود: {\displaystyle {\begin{aligned}F(x,y)&=\int ^{y}\mu (x,\lambda )M(x,\lambda )\,d\lambda +\int ^{x}\mu (\lambda ,y)N(\lambda ,y)\,d\lambda \\&+Y(y)+X(x)=C\\\end{aligned}}\,\!} |
| معادلات عمومی مرتبهٔ دوم | | |
| مرتبه دوم، خودگردان[۶] {\displaystyle {\frac {d^{2}y}{dx^{2}}}=F(y)\,\!} | معادله را در 2dy/dx ضرب کنید، عبارت زیر را جایگزین کنید: {\displaystyle 2{\frac {dy}{dx}}{\frac {d^{2}y}{dx^{2}}}={\frac {d}{dx}}\left({\frac {dy}{dx}}\right)^{2}\,\!} سپس دو بار انتگرال بگیرید.                                  | {\displaystyle x=\pm \int ^{y}{\frac {d\lambda }{\sqrt {2\int ^{\lambda }F(\epsilon )\,d\epsilon +C_{1}}}}+C_{2}\,\!} |
| معادلات خطی تا درجهٔ nام | | |
| مرتبهٔ اول، ناهمگن، خطی با ضرایب تابعی {\displaystyle {\frac {dy}{dx}}+P(x)y=Q(x)\,\!} | عامل انتگرال‌گیری: {\displaystyle e^{\int ^{x}P(\lambda )\,d\lambda }} | {\displaystyle y=e^{-\int ^{x}P(\lambda )\,d\lambda }\left[\int ^{x}e^{\int ^{\lambda }P(\epsilon )\,d\epsilon }Q(\lambda )\,{d\lambda }+C\right]} |
| مرتبهٔ دوم، خطی، ناهمگن، ضرایب ثابت[۷] {\displaystyle {\frac {d^{2}y}{dx^{2}}}+b{\frac {dy}{dx}}+cy=r(x)\,\!} | پاسخ عمومی: با حل معادلهٔ مشخصه به دست می‌آید. پاسخ ویژه: با حدس زدن تابعی شبیه به تابع r و جای‌گذاری در معادلهٔ دیفرانسیل به دست می‌آید.                                                                                                | {\displaystyle y=y_{c}+y_{p}} اگر b2> 4c, آن‌گاه: {\displaystyle y_{c}=C_{1}e^{\left(-b+{\sqrt {b^{2}-4c}}\right){\frac {x}{2}}}+C_{2}e^{-\left(b+{\sqrt {b^{2}-4c}}\right){\frac {x}{2}}}\,\!} اگر b2 = 4c، آن‌گاه: {\displaystyle y_{c}=(C_{1}x+C_{2})e^{-bx/2}\,\!} اگر b2 <4c، آن‌گاه: {\displaystyle y_{c}=e^{-b{\frac {x}{2}}}\left[C_{1}\sin {\left({\sqrt {\left\|b^{2}-4c\right\|}}{\frac {x}{2}}\right)}+C_{2}\cos {\left({\sqrt {\left\|b^{2}-4c\right\|}}{\frac {x}{2}}\right)}\right]\,\!} |
| درجهٔ nام، خطی، ناهمگن با ضرایب ثابت {\displaystyle \sum _{j=0}^{n}b_{j}{\frac {d^{j}y}{dx^{j}}}=r(x)\,\!} | تایع مکمل yc: فرض کنید yc = eαx، با جایگزین و حل کردن چندجمله‌ای نسبت به α توابع ناوابستهٔ خطی {\displaystyle e^{\alpha _{j}x}} را پیدا کنید. پاسخ ویژه: با حدس زدن تابعی شبیه به تابع r و جای‌گذاری در معادلهٔ دیفرانسیل به دست می‌آید. | {\displaystyle y=y_{c}+y_{p}} از آن‌جا که αj جواب‌های یک چندجمله‌ای از درجهٔ n است، {\displaystyle \prod _{j=1}^{n}\left(\alpha -\alpha _{j}\right)=0\,\!}، پس: برای αj های متمایز: {\displaystyle y_{c}=\sum _{j=1}^{n}C_{j}e^{\alpha _{j}x}\,\!} برای هر ریشهٔ αj که kj بار تکرار شده‌است: {\displaystyle y_{c}=\sum _{j=1}^{n}\left(\sum _{\ell =1}^{k_{j}}C_{\ell }x^{\ell -1}\right)e^{\alpha _{j}x}\,\!}                                                                                             |